# 30718 Records
Records (asteroide 30718) é um asteroide da cintura principal. Possui uma excentricidade de 0.31733910 e uma inclinação de 5.29298º.
Este asteroide foi descoberto no dia 14 de setembro de 1955 por Indiana University em Brooklyn.